# Meir Schamgar

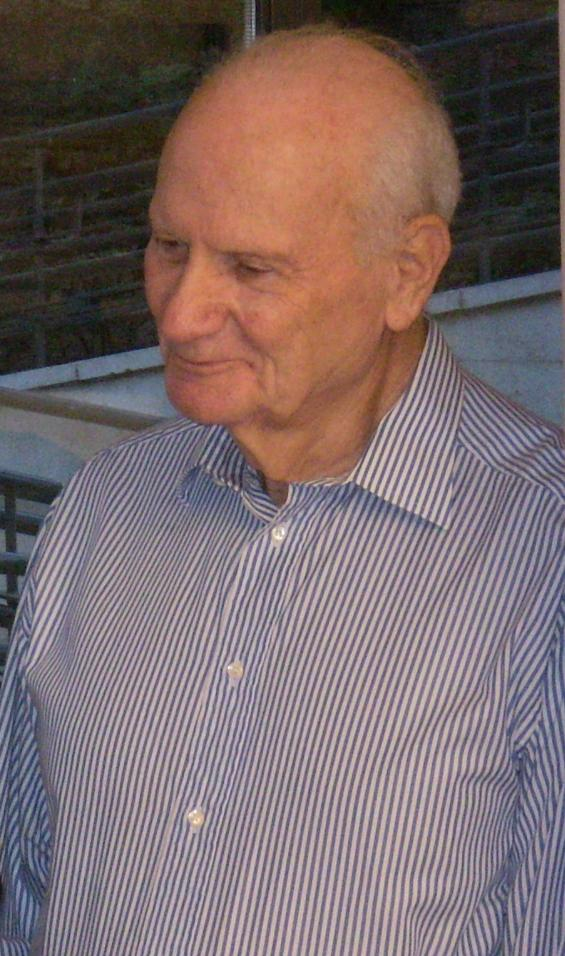
Meir Schamgar (2007)

Meir Schamgar (hebräisch מאיר שמגר; geboren 13. August 1925 als Meir Sternberg in Danzig, Freie Stadt Danzig; gestorben 18. Oktober 2019 in Jerusalem) war ein israelischer Jurist. Von 1983 bis 1995 war er Präsident des israelischen Obersten Gerichts.

## Leben
Schamgars Familie floh 1939 unter dem Druck der nationalsozialistischen Judenverfolgung aus der Freien Stadt Danzig in das britische Mandatsgebiet Palästina. Er studierte Geschichte und Philosophie an der Hebräischen Universität Jerusalem sowie Rechtswissenschaften an der Government Law School der Universität London.
Er diente bei den Israelischen Streitkräften, war dort ab 1961 Leiter der Militärstaatsanwaltschaft. Als Brigadegeneral schied er 1968 aus dem aktiven Dienst aus und wurde Generalstaatsanwalt Israels sowie juristischer Berater des Ministerpräsidenten Israels. 1975 wechselte er als Richter ans Oberste Gericht, dessen Präsident er von 1983 bis 1995 war.
Schamgar leitete die Untersuchungskommissionen zu den Morden durch Baruch Goldstein sowie zum Anschlag auf Jitzchak Rabin.
Begraben wurde Schamgar auf Har HaMenuchot.

## Schriften
- The Observance of International Law in the Administered Territories, in: Israel Yearbook on Human Rights, 1971, S. 371–389.